# Kaiser Franz Josef
Kaiser Franz Josef , KFJ — австрийская рок-группа. Звучание группы часто сравнивают с такими легендами рока 70-80-х как Deep Purple, Led Zeppelin и AC/DC..

## История
Коллектив образовался в 2010 году, и в мае того же года выступил в качестве разогрева на концерте легендарной австралийской хард-рок группы AC/DC в Вельсе, который посетили 82 тыс. фанов.
Осенью 2013 KFJ привлекли интерес общественности и популярность приняв участие в кастинг-шоу «Большой шанс».
8 ноября 2013 состоялся релиз мини-альбома How Much is a Mile, сразу же занявшуго 1-е место в австрийском чарте ITunes Store.
После него последовал первый студийный альбом Reign Begins.
В мае 2014 года группа получила награду Amadeus Austrian Music Award в номинации Rock/Hard & Heavy.

## Альбомы
- 2013 — How Much is a Mile (мини-альбом)
- 2014 — Reign Begins (студийный альбом)